# JR貨物UT8A形コンテナ
JR貨物UT8A形コンテナ (JRかもつUT8Aがたコンテナ) は、日本貨物鉄道(JR貨物)輸送用として籍を編入している20ft形の私有コンテナである。

## 番台毎の概要

### 5000番台
5001・5002
日本石油輸送所有。無水マレイン酸専用。
5003
日本油脂所有。無水マレイン酸専用。
5005
日産化学工業所有。珪酸塩水溶液専用。
5006〜5011
北海道乳業所有。煉乳専用。
5012
日本石油輸送所有。グリオキザール酸専用。
| サブスタブ | この項目は、まだ閲覧者の調べものの参照としては役立たない、書きかけの項目です。この項目を加筆・訂正などしてくださる協力者を求めています。このテンプレートは分野別のサブスタブテンプレートやスタブテンプレート（Wikipedia:分野別のスタブテンプレート参照）に変更することが望まれています。 |